# گوبکینسکیی
شهر گوبکینسکی (به روسی: Губкинский) در کشور روسیه و در ناحیه خودگران یامالو-ننتس واقع شده‌است.